# Security Token Service
En Security Token Service (STS) er en standardbaseret metode til at imødekomme problemet med interoperatibilitet mellem forskellige systemer. STS muliggør en konvertering af forskellige security tokens, således at de kan arbejde sammen. STS muliggør, at forskellige autentificerings- og autorisationsmekanismer kan anvendes decentralt, men alligevel give adgang til andre myndigheders eller virksomheders webservices.
En STS giver en generel metode til at indlejre forskellige sikkerhedstokens i en ws-security-header – og – kan veksle mellem forskellige former for sikkerhedstokens – fx fra SAML på ydersiden til Kerberos på indersiden.
| Programmering | Spire Denne artikel om datalogi eller et datalogi-relateret emne er en spire som bør udbygges. Du er velkommen til at hjælpe Wikipedia ved at udvide den. |